# Erich Tromayer
Erich Tromayer (* 10. Oktober 1948 in Mödling; † 18. März 2024) war ein österreichischer Goldschmied, Kunsthändler und Sachverständiger.

## Leben
Erich Tromayer absolvierte nach dem Besuch der Mittelschule in Mödling 1964 eine Lehre zum Goldschmied und leistete seinen Präsenzdienst. Danach trat er in die Wiener Firma Omega ein, wo er die Schmuck- und Juwelenabteilung leitete. 1974 eröffnete er ein Antiquitätengeschäft in Mödling. 1978 spezialisierte er sich in einem Geschäftslokal im vierten Wiener Bezirk auf den Handel mit antiken Möbeln für den amerikanischen Markt. 1979 zog er in die Habsburgergasse und 1980 in die Stallburggasse. 1988 richtete er einen Kunsthandel in der Wiener Dorotheergasse ein, wo er schwerpunktmäßig Gemälde des Stimmungsimpressionismus und der 1950er Jahre anbot.
Tromayer arbeitete als „Allgemein beeideter und gerichtlich zertifizierter Sachverständiger“ für österreichische Malerei des 19. und 20. Jahrhunderts sowie alpenländische Volkskunst 18. bis Anfang des 20. Jahrhunderts. Seit 2019 trat er in der ServusTV-Sendereihe Bares für Rares Österreich als Experte für die Bewertung von Antiquitäten und Kunstwerken auf. Den Wert des Gemäldes Kaninchen auf einer Wiese des Malers Ferdinand von Rayski, das bei einer Auktion wenig später 43.520 Euro erzielte, schätzte er dort bloß auf 500 bis 600 Euro ein.
Erich Tromayer war verheiratet mit Inge Tromayer. Aus der Verbindung entstammen zwei Kinder, geboren 1978 und 1986. Tromayer lebte in Hinterbrühl. Er starb am 18. März 2024.

## Ehrungen
- Goldenes Verdienstzeichen des Landes Wien (2003)[7]
- Verleihung des Titels Professor (2004)[8]

## Veröffentlichungen (Auswahl)
- Marie Egner.  Eigenverlag Martin Suppan, Kunsthandel, Wien 1981.
- Emilie Mediz-Pelikan: Bilder, Briefe, Gedanken. Eigenverlag Erich Tromayer, Wien 1986.
- Bohumil Samuel Kečíř. Eigenverlag Erich Tromayer, Wien 1986.
- Adolf Kaufmann [ein österreichischer Impressionist]. Eigenverlag Erich Tromayer, Wien 1986.
- Willy Eisenschitz: 1899–1974, Leben und Werk. Eigenverlag Erich Tromayer, Wien 1988.[9]